# Надречное (Одесская область)
Надречное (укр. Надрічне, рум. Cioara Murza) — село в Бородинской поселковой общине Болградского района Одесской области Украины. Протекает река Сака.
Население по переписи 2001 года составляло 1493 человека. Почтовый индекс — 68525. Телефонный код — 4847. Занимает площадь 2,35 км². Код КОАТУУ — 5124785601.

## История
В 1945 г. Указом ПВС УССР село Черемурза переименовано в Надречное.

## Местный совет
68525, Одесская обл., Тарутинский р-н, с. Надречное, ул. Центральная, 87

## Известные уроженцы
Цушко, Василий Петрович — украинский политик, народный депутат Украины II—V созывов (1994—2006). Губернатор Одесской области (2005—2006). Министр внутренних дел Украины (2006—2007). Министр экономики Украины (2010). Председатель Антимонопольного комитета Украины (2010—2014).
Тэбэкару, Николай — советский и молдавский государственный и политический деятель, дипломат. Министр иностранных дел Республики Молдова (1997—2000). Чрезвычайный и полномочный посол. 